# Инвентарные правила
«Правила для управления имениями по утверждённым для оных инвентарям в Киевском генерал-губернаторстве», более известные как инвента́рные пра́вила 1847—1848 годов — положения, которые определяли размер надела и унифицировали повинности помещичьих крестьян на Волыни, в Литве и Белоруссии. Подготовлены киевским военным губернатором и киевским, подольским и волынским генерал-губернатором Дмитрием Бибиковым и изданы 26 мая 1847 года. Дополнены 29 декабря 1848 года.
Причиной издания инвентарных правил было опасение царского правительства национально-освободительного подъёма украинского и польского населения Австрийской империи накануне и во времена революционных событий 1848—1849 годов — так называемой «Весны народов» — и возможности переноса его на территорию Российской империи. Национально-освободительная борьба украинского населения окраины Австрийской империи — Галичины — объединялась с крестьянским движением, направленным против феодальных порядков на селе, где помещиками, как и на Украине, были преимущественно поляки. Под влиянием событий в Галичине среди крестьян, проживавших восточнее этих земель, начали распространяться слухи, что вскоре здесь начнут уничтожать помещиков. Это заставило царское правительство держать на границе с Австрией армию во главе с князем Иваном Паскевичем, военные которой задерживали и вешали крестьян, которые хотели перебежать в Австрию. Однако такие действия только ещё больше обостряли отношения украинских крестьян как с помещиками, так и с царскими властями. Понимая это, Дмитрий Бибиков решил осуществить план, предусматривавший перенаправление ненависти крестьян на местную польскую шляхту, ещё заранее позаботившись о том, чтобы в течение 1840—1845 годов вывести из дворянских списков 64 тыс. шляхтичей, на правом берегу Днепра.
По мнению украинского историка Дмитрия Дорошенко, на первый взгляд, инвентарные правила будто бы действительно нормировали крепостные повинности и защищали собственность крестьянина от бесконтрольной власти помещика и несколько улучшили положение крестьян. Инвентарные правила в первом варианте сохраняли за крестьянами земельные наделы (в следующем варианте помещики получили право по собственному желанию их уменьшать), устанавливали для тягловых хозяйств (имевших лошадей или волов) три тягловых и один женский, а всего четыре дня барщинных работ в неделю. Полутягловые хозяйства, имевшие половинные наделы, отбывали пешую барщину — два дня мужских и один женский в неделю. Кроме того, крестьяне должны были отрабатывать в пользу помещика определённое количество сгонных дней.
Инвентарные правила определяли характер работы мужчин и женщин, причём во внимание принимался и возраст крестьянина. Работа на барина в православные праздники строго запрещалась, как и отменялись различные натуральные поборы в его пользу. Ограничивался помещичий произвол по отношению к крестьянским бракам, баре лишались права ссылать крестьян в Сибирь или сдавать их в рекруты. Повинности крестьян были распределены по месяцам целого года, было запрещено переносить их отбывание из зимних месяцев на летние или наоборот. Несмотря на некоторые облегчения положения крестьян вследствие введения инвентарных правил, эти положения были половинчатыми: помещичья собственность на землю и ряд феодальных повинностей остались незыблемыми и одновременно обобщалось малоземелье и обезземеливание крестьян. Хотя царское правительство за невыполнение инвентарных правил угрожало виновным военным судом, помещики на практике с ними почти не считались. Преемник Дмитрия Бибикова на должности киевского военного губернатора и киевского, подольского и волынского генерал-губернатора с 1852 года князь Илларион Васильчиков быстро свёл на нет все облегчения положения крестьян. По просьбе помещиков, которые не могли примириться с ограничением их прав на крепостных, князь Илларион Васильчиков выдал новые «дополнения» к инвентарным правилам, которые фактически их отменяли. Вместо желаемого улучшения ситуации, случилось так, что, — как писал советский исследователь Михаил Корнилович, — «никогда притеснения крестьян не были так сильны, как в это время».
Обострение крестьянского движения продолжалось. В Киевской губернии в 1848 году волнения крестьян произошли не менее чем в 100 сёлах. В Волынской губернии в 1848—1849 годах крестьянскими волнениями было охвачено 96 сёл и 5 имений. То же самое происходило в Подольской губернии, где только в 1848 году беспорядки произошли в 91 селе. На подавление крестьянских восстаний были брошены войска и полицейские силы. Не оправдались и надежды Дмитрия Бибикова, что инвентарные правила помогут затуханию польского национально-освободительного движения: уже в 1863 году вспыхнуло новое восстание.